# 張常寧
張 常寧（ちょう じょうねい）または張 常宁（ちょう じょうちょ, 中国語: 张常宁、1995年11月6日 - ）は、中華人民共和国の女子バレーボール選手。

## 来歴
2013年江蘇女子排球に入団。2014年ナショナルチームに選出された。同年9月に行われたアジアカップではエースとして活躍し、金メダルを獲得した。
2015年ワールドカップでは、サービスエース計21本、サーブランキング1位となった。2016年8月のリオ五輪で金メダルを獲得した。

## 球歴
- 三大大会
  - オリンピック - 2016年（金メダル）
  - ワールドカップ - 2015年（金メダル）
- その他大会
  - ワールドグランプリ - 2015年、2016年
  - グラチャン - 2017年

## 受賞歴
- 2014年 - アジアカップ ベストアウトサイドヒッター賞